# Adligenswil
Adligenswil är en ort och kommun i distriktet Luzern-Land i kantonen Luzern, Schweiz. Kommunen har 5 621 invånare (2023). Adligenswil ligger öster om staden Luzern.